# Curtiss XBTC
Le Curtiss XBTC était un bombardier-torpilleur monomoteur monoplace expérimental développé durant la Seconde Guerre mondiale.

## Conception et développement

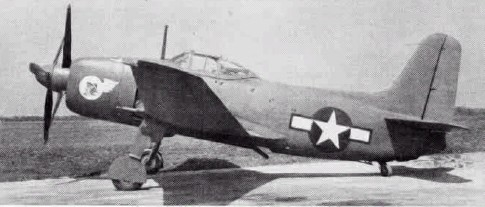
Photographie du XBTC-2 modèle A. Deux XBTC-2 furent construits: le « modèle A » avait une aile et des volets standards. L’aile du « modèle B » avait des bords de fuite droits et des bords d’attaque en flèche inversée.

Le Curtiss Curtiss XBTC-1 (Model 96) était un monoplan à aile basse avec train d’atterrissage rétractable. Il était propulsé par un moteur en étoile Wright R-3350. Il fut l’un des candidats d’une compétition de la marine américaine contre le Douglas XBTD2D-1, le Martin XBTM-1 Mauler et le Kaiser-Fleetwings XBTK-1. Priorité fut donnée au XBTC-2, équipé d’un Pratt & Whitney R-4360 à cause de problèmes avec le moteur Wright. Malgré sa puissance et « des performances et un armement de premier rang », il perdit la compétition au profit du XBT2D-1 (ensuite renommé AD-1 Skyraider) et le BTM-1 (ensuite renommé AM-1 Mauler) déjà construit.
Deux XBTC-2 furent construits avec des ailes différentes. Le « modèle A » avait une aile et des volets standards. L’aile du « modèle B » avait des bords de fuite droits et des bords d’attaque en flèche inversée. Les deux modèles étaient équipés du Pratt & Whitney XR-4360-8A de 3000 chevaux. Ces deux avions furent testés au Naval Air Test Center à la Naval Air Station de Patuxent River (Maryland) en juillet 1946. Le premier s’écrasa en février 1947, le deuxième en août 1947.
L’Armée de l’air proposa de le renommer A-40 une nouvelle version pour des bases terrestres mais finalement elle décida de ne pas acquérir de nouveaux modèles et le projet prit fin.